# 平泉成
平泉 成（ひらいずみ せい、1944年〈昭和19年〉6月2日 - ）は、日本の俳優。本名及び旧芸名、平泉 征七郎（ひらいずみ せいしちろう）。一時期の芸名は、平泉 征（ひらいずみ せい）。
愛知県額田郡宮崎村（後の額田町、現・岡崎市）出身。額田町立宮崎小学校、額田町立宮崎中学校、愛知県立岡崎商業高等学校卒業。アミ企画、新倉事務所、北川事務所、ライトハウスを経て、グリーンランド所属。

## 来歴
父は炭焼き職人、母は助産婦。高校卒業後、名古屋市内のホテルにベルボーイとして勤務。ホテル勤務時代の先輩の紹介で、市川雷蔵と知り合う。1964年、市川の紹介で大映京都第4期ニューフェイスに27人の1人として選ばれる。
本名で『青いくちづけ』『若親分喧嘩状』などに出演し、1966年『酔いどれ博士』にて「平泉征」の芸名で正式にデビューを果たす。『大魔神怒る』（1966年）、『ガメラ対大魔獣ジャイガー』（1970年）などの大映特撮映画にも出演。また大映レコード所属の歌手としても活動し、3枚のシングルをリリースしている。
1970年、堂本正樹・作『私の可愛いシャワー室』にて初舞台を踏む。
1971年、寺山修司監督『書を捨てよ町へ出よう』に出演。同年秋の大映倒産後にフリーとなり、テレビドラマへ活動の場を移す。大映テレビ制作の『なんたって18歳!』では主演の岡崎友紀の相手役、1973年には円谷プロ制作の特撮テレビドラマ『ファイヤーマン』にSAF隊員・千葉太役でレギュラー出演。その後は長らく刑事ドラマや時代劇などで悪役を多く演じた。
1984年、所属事務所の移籍を機に芸名を「平泉成」に改名。以降は中間管理職的な役柄が増え、温かみのある中年や厳格な父親、悪意を底に抱えた人間であったり情けないおじさんだったりと、様々な人物像を演じるバイプレイヤーとして活躍。北野武監督『その男、凶暴につき』（1989年）、三池崇史監督『新宿黒社会 チャイナマフィア戦争』（1995年）などで刑事・警察幹部役を善悪問わず演じたほか、山田洋次監督『男はつらいよ 拝啓車寅次郎様』（1994年）、森田芳光監督『(ハル)』（1996年）などのごく一般的な夫・父親役で演技の幅を広げた。
映画『恋の門』の中で『伝説巨神イデオン』の主人公ユウキ・コスモのコスプレを披露、テレビドラマ『サラリーマンNEO』では老け顔の新入社員役などコミカルな演技にも挑戦。一方、2007年7月30日放送の『はなまるマーケット』で、夏休みを取った岡江久美子の代わりに"助っ人ゲスト"として出演するなど、バラエティ番組などでも活躍している。

## 人物・エピソード
趣味は、写真、ゴルフ。特技は、歌、ギター、ケーナ製作。調律などの都合上基本的な演奏はできるが、公の場で演奏することはない。また、『華麗なる一族』で共演した木村拓哉にケーナを2本プレゼントしている。
自身が出演した日本テレビ『愛の歌』の主題歌を歌う予定だった歌手が降板したため、急遽歌わされることになったのが歌手デビューのきっかけとなった。そのため、レコーディングの際はキーが合わず苦労したと語る。
『なんたって18歳!』で共演したアドリブを器用に使いこなす岡崎に対し、自身は台本通りにしか芝居をできないことで思い悩んでいた。やがて出番も減少して落ち込んでいたところ、大映時代からの旧知だった湯浅憲明から「明日から台本を持ってくるな。俺の真似をして芝居をやれ」と助言を受け、その通りにやると出番が増えて自信を回復したという。
『ファイヤーマン』では、睦五朗や岸田森とともに、九州なまりが残っていた主演の誠直也にアフレコでアクセントの指導を行っていた。自身のキャラクターについては、健康的でホットなお兄ちゃんをイメージして演じた。当時は特撮ヒーロー全盛期で、その中にあってスタッフやキャストが新しいことにチャレンジした意欲的な作品に出られたことは幸せだと思うと語っている。のちに『ウルトラマンガイア』にレギュラー出演した際は、久々に円谷作品に帰ってきた感慨があったという。大映出身のため、一番は大映だが、その次は円谷プロが近い感じがあったとのこと。
若い頃は『太陽にほえろ!』や『Gメン'75』などの刑事ドラマでの悪役での出演が多かったが、年齢とともに肉が落ち、目尻が下がってきたことで刑事役が増えてきたという。
俳優としては、年齢に見合うようシンプルでナチュラルに演じることを一番のテーマとしている。『シン・ゴジラ』（2016年）で演じた里見祐介は、ほとんど役作りは行わなかったといい、監督陣からも演技への注文は特になかったという。同作品で共演した松尾諭は、あるシーンで平泉が「ちょっと怒ってみる」といって怒る芝居を試し、本番では採用されなかったものの、演技の柔軟性が高いことを証言している。
現芸名にしたのは占い師から「『征』では運気が悪いから『成』にしなさい」と指摘されたから。「名前が『平らな泉に成る』になって、穏やかな人間になるという意味かな」と思い直して改名したが、1989年1月7日の昭和天皇崩御に伴い、昭和に代わる元号の「平成」が発表され、「平泉成、略して平成」とのこじつけから一躍時の人となり、取材陣に取り囲まれた。
『はみだし刑事情熱系』シリーズには長くレギュラー出演していたが、それでも一般の人からは「はぐれ刑事」と呼ばれることがあったという。
ハスキーな声質と人間味ある演技でものまねの対象となっている（木村拓哉、福山雅治、ホリ、末吉くんなど）。
遊川和彦作品に複数回起用されている。
長男は元俳優の平泉陽太。長女の平泉季里子はテレビ朝日でドラマ等の宣伝・編成を担当している。

## 出演

### 映画

#### 平泉征七郎名義
- 青いくちづけ（1965年、大映） - ボーイ 役
- 新鞍馬天狗（1965年、大映） - 舟曳休之助 役
- 悪名無敵（1965年、大映） - バーテン 役
- 若親分喧嘩状（1966年、大映） - 鶴吉 役

#### 平泉征名義
- 酔いどれ博士（1966年、大映） - トラ松 役
- 兵隊やくざ大脱走（1966年、大映） - 清島見習士官 役
- 大殺陣 雄呂血（1966年、大映） - 片桐万之助 役
- 大魔神怒る（1966年、大映） - 田部隼人 役
- 眠狂四郎無頼控 魔性の肌（1967年、大映） - 権藤巳之助 役
- 若親分シリーズ（大映）
  - 若親分を消せ（1967年） - 神部勝巳 役
  - 若親分兇状旅（1967年） - 北川明 役
- ジェットF104脱出せよ（1968年、大映） - 田代隆雄 役
- 闇を裂く一発（1968年、大映） - 中尾 役
- 妖怪百物語（1968年、大映） - 太吉 役
- 女賭博師シリーズ（大映）
  - 女賭博師絶縁状（1968年） - 大滝弘 役
  - 女賭博師十番勝負（1969年） - 五郎 役
- 蛇娘と白髪魔（1968年、大映） - 林達也 役
- あゝ海軍（1969年、大映） - 森下伍長 役
  - あゝ陸軍隼戦闘隊（1969年、大映） - 木原少尉 役
- ヤングパワー・シリーズ 新宿番外地（1969年、大映） - 辰三 役
  - ヤングパワー・シリーズ 大学番外地（1969年、大映） - 全浪共リーダー 役
- ある女子高校医の記録 続・妊娠（1969年、大映） - 岩田辰夫 役
- 軟体動物シリーズ（大映）
  - いそぎんちゃく（1969年） - 室井 役
  - 続・いそぎんちゃく（1970年） - 三木俊作 役
  - でんきくらげ（1970年） - 石川 役
  - しびれくらげ（1970年） - サブ 役
- 裸でだっこ（1970年、ダイニチ映配） - 高木 役
- 女秘密調査員 唇に賭けろ（1970年、ダイニチ映配） - 麻生所員 役
- 女組長（1970年、大映） - 清吉 役
- やくざ絶唱（1970年、ダイニチ映配） - 久井 役
- ガメラ対大魔獣ジャイガー（1970年、大映） - 警備員 役
- 遊び（1971年、大映） - 兄貴の子分 役
- 書を捨てよ町へ出よう（1971年、ATG） - 近江 役
- すっぽん女番長（1971年、ダイニチ映配） - 健 役
- 暴力街（1974年、東映） - 吉井治夫 役
- 竜馬暗殺（1974年、ATG） - 密偵・梅 役
- あさき夢みし（1974年、ATG） - 武士 役
- 大空のサムライ（1976年、東宝） - 中川一飛曹 役[21]
- ナオミ（1980年、東映） - 長谷 役
- オン・ザ・ロード（1982年、松竹） - 山田課長 役
- 想い出のアン（1984年、共同映画） - 富田刑事 役

#### 平泉成名義
- 花と蛇 地獄篇（1985年、日活） - 津山淳 役
- オーガズム 真理子（1985年、日活） - 田名部遥 役
- 幕末青春グラフィティ Ronin 坂本竜馬（1986年、東宝） - 細川重臣 役
- 熱海殺人事件（1986年、ジョイパックフィルム） - 看守 役
- 国士無双（1986年、サンレニティ）
- 首都消失（1987年、東宝） - 和田 役
- アナザー・ウェイ ―D機関情報―（1988年、東宝東和） - 神崎 役
- その男、凶暴につき（1989年、松竹富士） - 岩城刑事 役
- 極道の妻たち 最後の戦い（1990年、東映） - 宗城博友 役
- カンバック（1990年、松竹） - ルミの夫・圭 役
- 動天（1991年、東映） - 三枝勘兵衛 役
- 江戸城大乱（1991年、東映） - 目羅源蔵 役
- 武闘派仁義 完結篇（1994年、イメージファクトリー・アイエム） - 関山道夫 役
- 棒の哀しみ（1994年、ユニタリー企画）
- 男はつらいよ 拝啓車寅次郎様（1994年、松竹） - 宮幸之助 役
- ひめゆりの塔（1995年、東宝） - 喜屋武信正 役
- 新宿黒社会 チャイナ・マフィア戦争（1995年、大映） - 松崎 役
- 鬼平犯科帳 劇場版（1995年、松竹） - 百蔵 役
- 犯人に願いを（1995年、バンダイビジュアル配給） - 長谷川 役
- ゴジラシリーズ（東宝）
  - ゴジラvsデストロイア（1995年） - 上田内閣調査室長 役[22][6]
  - シン・ゴジラ（2016年） - 里見祐介 役[23][6]
- 難波金融伝ミナミの帝王6 欲望の街（1995年、ケイエスエス） - 大倉昭三 役
- 菜の花配達便（1996年、パル企画） - 村雨刑事 役
- (ハル)（1996年、東宝） - ほしの父 役
- 薔薇ホテル（1996年、ゼアリズ） - 刑事 役
- キッズ・リターン（1996年、オフィス北野） - ヒロシの上司 役
- 泥棒貴族 ボディハンター（1996年） - 大田原龍一 役
- 不法滞在（1996年、アルゴ・ピクチャーズ） - 山本 役
- 失楽園（1997年、東映） - 水口吾郎 役
- うなぎ（1997年、松竹） - 刑務官 役
- 極道三国志（1997年、KnacK） - 田村組長 役
- ポストマン・ブルース（1997年、日活） - 松平機動警邏隊隊長 役
- 不機嫌な果実（1997年、松竹） - 柏木伸治 役
- 鉄と鉛（1997年、東映） - 浜健組組長 役
- CLOSING TIME（1997年、MONKEY TOWN PRODUCTION） - 米田 役
- 新サラリーマン専科（1997年、松竹） - 織田 役
- 冷たい血（1997年、ビターズ・エンド） - 展野精一 役
- かわいいひと（1998年、東京テアトル） - 川村 役 ※ビデオ題「ポッキー坂恋物語 かわいいひと」
- ウルトラシリーズ（松竹）
  - ウルトラマンティガ・ウルトラマンダイナ&ウルトラマンガイア 超時空の大決戦（1999年） - 千葉辰巳参謀 役
  - ウルトラマンゼロ THE MOVIE 超決戦!ベリアル銀河帝国（2010年） - ガル船長 役
- DEAD OR ALIVE 犯罪者（1999年、大映） - 警察署長 役
- BLOOD（1999年、日活） - 吉原毅 役
- 生地獄（2000年、つんくタウンFILMS） - 川合警部補 役
- 郡上一揆（2000年、『群上一揆』制作委員会） - 藤弥一郎 役
- 夜桜銀次シリーズ（東映 / 東映ビデオ） - 徳山修三 役
  - 実録・夜桜銀次（2001年）
  - 実録・夜桜銀次2（2001年）
- 化粧師 KEWAISHI（2002年、東映） - 影山 役
- 模倣犯（2002年、東宝） - 武上悦郎 役
- SEMI 鳴かない蝉（2003年、フューズ） - 工藤 役
- 蛇イチゴ（2003年、ザナドゥー） - 明智芳郎 役
- ロボコン（2003年、東宝） - 脇田先生 役
- 花とアリス（2004年、ロックウェルアイズ） - 黒柳健次 役
- ジャンプ（2004年、シネカノン） - 宣伝部部長 役
- 誰も知らない（2004年、シネカノン） - 中延司 役
- 恋の門（2004年、アスミック・エース / シネバザール） - 証圭一郎 役
- 亡国のイージス（2005年、角川ヘラルド / 松竹） - 明石智司 役
- 鳶がクルリと（2005年、東映） - 万城目喜市 役
- 疾走（2005年、角川映画 / エンジェル・シネマ） - 石倉 役
- 花よりもなほ（2006年、松竹） - 善蔵 役
- 太陽の傷（2006年、シネマパラダイス） - 福島太郎 役
- 出口のない海（2006年、松竹） - 佐藤校長 役
- 大奥（2006年、フジテレビ / 東映） - 山村長太夫 役
- 筆子・その愛 -天使のピアノ-（2007年、現代ぷろだくしょん） - 渋沢栄一 役
- たとえ世界が終わっても（2007年、アルゴ・ピクチャーズ）
- チーム・バチスタの栄光（2008年、東宝） - 黒崎誠一郎 役
- カメレオン（2008年、東映） - 木島高 役
- L change the WorLd（2008年、ワーナー・ブラザース） - 松戸浩一 役
- しあわせのかおり（2008年、東映） - 宮島信男 役
- 旭山動物園物語 ペンギンが空をとぶ（2008年、角川映画） - 上杉甚兵衛 役
- ジェネラル・ルージュの凱旋（2009年、東宝） - 黒崎教授 役
- COACH コーチ 40歳のフィギュアスケーター（2010年、アステア） - 加藤洲 役
- 劇場版TRICK 霊能力者バトルロイヤル（2010年、東宝） - 宇田川八兵衛
- 七瀬ふたたび（2010年、IMJエンタテインメント / マジックアワー） - 山木義男 役
- スープ・オペラ（2010年、プレノンアッシュ） - 井上豪 役
- 死刑台のエレベーター（2010年、角川映画） - 神健太郎 役
- サラリーマンNEO 劇場版(笑)（2011年、ショウゲート） - 早川辰夫 役
- のぼうの城（2012年、アスミック・エース） - 成田泰季 役
- 箱入り息子の恋（2013年、キノフィルムズ） - 天雫寿男 役
- 海月姫（2014年、アスミック・エース） - 鯉淵慶一郎 役
- 花とアリス殺人事件（2015年、東宝） - 黒柳健次 / 初老の社員 役（二役）
- はなちゃんのみそ汁（2016年、東京テアトル） - 松永和則 役
- 金メダル男（2016年、ショウゲート） - 秋田留一 役[24]
- 体操しようよ（2018年、東急レクリエーション） - 並木晋 役
- 一粒の麦 荻野吟子の生涯（2019年、現代ぷろだくしょん） - 高島嘉右衛門 役
- マイスモールランド（2022年、バンダイナムコアーツ） - 山中誠 役
- 20歳のソウル（2022年、日活） - 浅野忠義 役[25]
- 千夜、一夜（2022年、ビターズ・エンド） - 若松俊雄 役
- うかうかと終焉（2023年、マジックアワー） - 鈴木 役[26]
- おまえの罪を自白しろ（2023年、松竹） - 草川庄一 役[27]
- 明日を綴る写真館（2024年、アスミック・エース） - 主演・鮫島武治 役[28]
- 栄光のバックホーム（2025年公開予定、ギャガ） - 澤居修 役[29]
- 劇場版 緊急取調室 THE FINAL（2025年公開予定、東宝） - 永松 役[30][31][32]

### テレビドラマ

#### NHK
- 大河ドラマ
  - 元禄太平記（1975年） - 辰五郎 役
  - 黄金の日日（1978年） - 島津義弘 役
  - 徳川家康（1983年） - 井伊直政 役（壮年期以降）
  - 春の波涛（1985年） - 大勝俊行
  - いのち（1986年） - 田所久治 役
  - 春日局（1989年） - 本多忠勝 役
  - 信長 KING OF ZIPANGU（1992年） - 六角承禎 役
  - 炎立つ（1993年） - 藤原説貞 役
  - 天地人（2009年） - 栗林政頼 役
  - いだてん〜東京オリムピック噺〜（2019年） - 大隈重信 役
  - 青天を衝け（2021年） - 渋沢宗助 役
- 連続テレビ小説
  - おしん（1983年）
  - 青春家族（1989年）
  - おんなは度胸（1992年）
  - 芋たこなんきん（2006年） - 畑山耕三 役
  - おひさま（2011年） - 相馬剛三 役
  - 純と愛（2012年） - 北見 役
  - あまちゃん（2013年） - 足立功 役
- 銀河テレビ小説 / 復活（1981年）
- 立花登 青春手控え 第21話「影の中の女」（1982年）
- 真田太平記（1985年） - 大野主馬 役
- 武蔵坊弁慶（1986年） - 後藤新兵衛 役
- グッジョブ -Good job-（2007年3月26日 - 30日） - 宮田耕一 役
- 新・腕におぼえあり〜よろずや平四郎活人剣〜 第3回「亡霊」（1998年9月25日） - 弥之助 役
- 陽炎の辻〜居眠り磐音 江戸双紙〜 - 坂崎正睦 役
  - 陽炎の辻〜居眠り磐音 江戸双紙〜（2007年7月19日 - 10月11日）
  - 陽炎の辻2〜居眠り磐音 江戸双紙〜（2008年9月6日 - 11月22日）
- GOTAISETSU（2008年2月16日、山口放送局制作）
- 派遣のオスカル〜 少女漫画に愛をこめて（2009年8月29日 - 2009年10月2日） - 五十嵐達郎 役
- 割れたせんべい（2010年、NHKデジタル放送キャンペーンドラマ） - 佐々木源治 役
- 終の棲家（2014年7月20日・27日、NHK BSプレミアム） - 平林彰 役
- 限界集落株式会社（2015年） - 萩野定晴 役
- NHKスペシャル NEXT WORLD 私たちの未来（2015年）
  - 第3回「人間のパワーはどこまで高められるのか」
  - 第5回「人間のフロンティアはどこまで広がるのか」
- クロスロード（NHK BSプレミアム） - 木戸昭吾 役
  - クロスロード（2016年2月25日 - 3月31日）
  - クロスロード〜声なきに聞き形なきに見よ〜（2017年5月28日 - 7月2日）
  - クロスロード3 群衆の正義（2018年12月2日 - 23日）
- 嫌な女 第5回「嘘と打算の婚活」（2016年4月3日、NHK BSプレミアム） - 大久保隆治 役
- 青森発地域ドラマ・進め!青函連絡船（2016年9月21日、NHK BSプレミアム） - 折笠源太郎 役[33]
- 伝七捕物帳2 第5回「鬼か仏か、屋台騒がす手拭い侍」（2017年9月1日、NHK BSプレミアム） - 澤口兵右衛門 役
- この声をきみに（2017年9月15日 - 11月17日） - 穂波定男 役
- 昭和元禄落語心中 第1回「約束」（2018年10月12日） - 円屋萬歳 役
- 小吉の女房 第1回「旦那様は就活中」（2019年1月11日） - 男谷平蔵 役
- 長閑の庭（2019年6月2日 - 23日、NHK BSプレミアム） - 朝比奈元春 役
- 贋作 男はつらいよ（NHK BSプレミアム） - 高見修吉 役
  - 第一回「大阪の寅やん」（2020年1月5日）
  - 第二回「石切慕情」（2020年1月12日）
- 三浦部長、本日付けで女性になります。（2020年3月21日） - 里中院長 役
- 国際共同制作ドラマ『マイスモールランド』（2022年3月24日、NHK BS1） - 山中誠 役[34]
- 正直不動産スペシャル（2024年1月3日） - 星野春男 役[35][36]
- 藤子・F・不二雄 SF短編ドラマ シーズン2「じじぬき」（2024年5月12日、NHK BSプレミアム4K・NHK BS） - 小東勇之助 役[37]

#### 日本テレビ系列
- 愛の歌（1967年） [注釈 3]
- 母の暦（1968年） - 喜多川 役
- 火曜日の女シリーズ  逃亡者－この街のどこかで－（1970年） - 刑事 役
- 太陽にほえろ!
  - 第17話「俺たちはプロだ」（1972年） - ケン 役
  - 第375話「護送」（1979年） - 緒方良介 役
  - 第413話「エーデルワイス」（1980年） - 岩田勉 役
  - 第509話「列車の中の女」（1982年） - 根本 役
  - 第526話「井川刑事着任!」（1982年） - 浅田 役
  - 第540話「北の女」（1983年） - 森岡茂 役
  - 第587話「殺人広告」（1984年） - 三好 役
  - 第643話「走れブルース」（1985年） - 梶本良平 役
  - 第684話「美しき花の誘惑」（1986年） - 工藤 役
- ファイヤーマン（1973年） - 千葉太 役
- 殺意を呼ぶ海（1973年）
- 子連れ狼 第2部 第8話「石蕗の花」（1974年） - 高力玄馬 役
- 水滸伝 第25話「山東に立つ最後の猛将」（1974年） - 単廷玉 役
- 白い牙 第11話「哀しき父性愛」（1974年） - 桜井 役
- おんな浮世絵・紅之介参る! 第12話「捨て子の秘密」（1974年） - 直三 役
- 長崎犯科帳 第13話「闇に消えた用心棒」（1975年） - 仁吉 役
- はぐれ刑事 第9話「誘拐」（1975年） - 広川トオル 役
- 十手無用 九丁堀事件帖 第14話「恋に咲く花唐津湾」（1976年） - 篠山信二郎 役
- 大都会シリーズ
  - 大都会 闘いの日々（1976年） - 大久保記者 役
  - 大都会 PARTII 第37話「銀行ギャング徳吉」（1977年） - 高倉光次 役
- 伝七捕物帳 第120話「子は宝 情の折檻」（1976年） - 政介 役
- 桃太郎侍
  - 第8話「この芋五十六文なり」（1976年） - 銀次 役
  - 第50話「盗人一家は福の神」（1977年） - 栄次 役
  - 第91話「鳶が狙った鷹一羽」（1978年） - 松五郎 役
  - 第107話「天狗が泣いた兄弟仁義」（1978年） - 千代松 役
  - 第129話「無法河岸の女親分」（1979年） - 直次郎 役
  - 第152話「大江戸剣術王座決定戦」（1979年） - 伊庭新八郎 役
  - 第218話「十年目のお化け長屋」（1980年） - 長次郎 役
- 新五捕物帳
  - 第8話「蛇の道は蛇」（1977年） - 勘次 役
  - 第53話「今戸の子守唄」（1979年） - 弥五郎 役
- 犯される（1977年） - 朝岡 役
- 消えた巨人軍（1978年） - 生田敬四郎 役
- 姿三四郎 第23話「妹」（1979年） - 秀次郎 役
- 西遊記シリーズ
  - 西遊記 第3話「三兄弟・天竺への誓い」（1978年） - 虎先鋒 役
  - 西遊記II 第15話「黄金妖怪 婿どの買います」（1980年） - 呂銀 役
- 俺はご先祖さま（1981年）
- 炎の犬（1981年） - 新庄 役
- 先生は一年生（1981年） - 渡辺章の父 役
- 天まであがれ!（1982年）
- 右門捕物帖
  - 第1話「さわやか右門さっそう登場」（1982年） - 金作 役
  - 第24話「大川恋唄」（1983年） - 松三 役
- 婦警候補生物語（1985年） - 緑川陽子の父 役
- 誇りの報酬 第25話「あの美女は誰だ?!」（1986年） - 佐藤 役
- あぶない刑事 第31話「不覚」（1987年） - 早見 役
- ジャングル 第33話「ブラインドの向う側」（1987年） - 岩下良夫 役
- 銭形平次 第21話「艶妻伝」（1987年） - 浅沼半兵衛 役
- NEWジャングル 第31話「あぶない嘘」（1988年） - 三沢啓介 役
- 長七郎江戸日記 第2シリーズ 第35話「牛吉の純情」（1988年） - 巳之助 役
- 電脳警察サイバーコップ 第3話「激突! サイボーグタンク」（1988年） - 海堂社長 役
- 年末時代劇スペシャル
  - 五稜郭（1988年12月30日・31日） - 益満休之助 役
  - 風林火山（1992年12月31日） - 青木大膳 役
- ハロー!グッバイ 第18話「どっちの刑事にするの」（1989年）
- 八百八町夢日記 第1シリーズ 第5話「情けをかけて」（1989年） - 伊助 役
- 刑事貴族 第11話「その時、ゲームは終わった」（1990年）
- はだかの刑事 第18話「刑事が銃を撃つ時」（1993年）
- 静かなるドン（1994年 - 1995年） - 沢木全次郎 役
- 俺たちの旅 二十年目の選択（1995年）
- 蘇える金狼（1999年） - 隼人社長 役
- 伝説の教師 3rd Legend「学級裁判開始!! チカン教師は有罪?無罪?」（2000年4月29日） - 勝村 役
- ごくせん 第1シリーズ 最終話「さよならヤンクミ」（2002年7月3日） - 猿渡憲太郎 役
- 探偵家族（2002年7月13日 - 9月14日） - 田中長一郎 役（特別出演）
- 幸福の王子（2003年7月2日 - 9月10日） - 鳴川賢作 役
- ラストプレゼント 娘と生きる最後の夏（2004年7月7日 - 9月15日） - 平木清孝 役
- ナースマンがゆく 最終話「生きてください!!…父に届け最後の願い」（2004年12月11日） - 高沢幸吉 役
- 瑠璃の島（2005年4月16日 - 6月18日） - 新垣治衛 役
  - 瑠璃の島 SPECIAL 2007 -初恋-（2007年1月6日）
- 女王の教室 - 天童喜一 役
  - 第9話「鬼教師への刺客」（2005年9月3日）
  - エピソード1〜堕天使〜（2006年3月17日）
  - エピソード2〜悪魔降臨〜（2006年3月18日）
- 喰いタン 第3話「テレビ局を食い荒らす!」（2006年1月28日） - 川上逸郎 役
- 正義の味方（2008年7月9日 - 9月10日） - 良川克夫 役
- 曲げられない女（2010年1月13日 - 3月17日） - 中島剛志 役
- 家政婦のミタ（2011年10月12日 - 12月21日） - 結城義之 役
- 東京バンドワゴン〜下町大家族物語（2013年10月12日 - 12月14日） - 堀田勘一 役
- 金曜ロードSHOW!特別ドラマ / Dr.ナースエイド（2014年11月7日） - 重村浩一郎 役
- ○○妻（2015年1月14日 - 3月18日） - 久保田作太郎 役
- 偽装の夫婦 - 石井医師 役
  - 第3話「ついて良い嘘と悪い嘘」（2015年10月21日）
  - 第4話「親友に怒りの鉄拳!」（2015年10月28日）
- 臨床犯罪学者 火村英生の推理 第7話「朱色の研究（後編）」（2016年2月28日） - 吉本 役
- 中年スーパーマン左江内氏 第8話「鬼嫁が良妻に!? 悩めるスーパーウーマンが人生相談」（2017年3月4日） - 左江内茂雄 役
- 過保護のカホコ（2017年7月12日 - 9月13日） - 根本正興 役
  - 過保護のカホコ〜2018 ラブ&ドリーム〜（2018年9月19日）
- 同期のサクラ - 恒松誠二 役
  - 第9話「忖度しない彼女が帰って来た!」（2019年12月11日）
  - 最終話「さらば友よ…涙はいりません!」（2019年12月18日）
- ZIP! 朝ドラマ「パパとなっちゃんのお弁当」（2023年1月16日 - 3月17日） - 遠山健三郎 役[38]
- 悪女（わる）〜働くのがカッコ悪いなんて誰が言った?〜 第1話「コロナ年入社」（2022年4月13日） - 徳田永作 役
- 火曜サスペンス劇場
  - 家族の選択（1983年11月8日） - 三村大輔 役
  - 松本清張スペシャル・黒の回廊（1984年10月2日）
  - 女検事・霞夕子8「死なれては困る」（1991年9月24日） - 武井警部補 役
  - 女弁護士・高林鮎子10「博多-札幌殺人ルート」（1992年3月10日） - 古崎警部補 役
  - 掏摸（スリ）（1993年1月5日） - 瀬川刑事 役
  - 松本清張スペシャル・留守宅の事件（1996年1月9日） - 石子警部補 役
  - 小京都ミステリー16「みちのく角館殺人事件」（1996年1月30日） - 今泉宗六 役
  - 私書箱25号の女（1996年7月30日） - 山部警部補 役
  - 地方記者・立花陽介9「信州上田通信局」（1997年6月3日） - 益谷課長 役
  - 女友達（1997年7月15日） - 倉内捜査主任 役
  - 禁じられた二人（2000年8月22日） - 須山昭一 役
  - 臨床心理士3（2001年5月29日） - 川上栄治 役
  - 共犯（2002年2月12日） - 蓮見慎太郎 役
  - 松本清張スペシャル・事故（2002年7月9日） - 富樫浩一 役
  - 警部補 佃次郎17「妻の立場」（2003年7月15日） - 高野透 役
- 火曜ドラマゴールド
  - 検事 霞夕子SP（2006年） - 栗山真二郎 役

#### TBS系列
- ザ・ガードマン
  - 第169話「結婚式大泥棒」（1968年）
  - 第197話「集団誘拐」（1969年）
  - 第205話「ズッコケ野郎は骨までしゃぶれ」（1969年）
  - 第263話「裏口入学は死を招く」（1970年）
  - 第296話「走れ蒸気機関車! 恐怖の逃亡者」（1970年）
  - 第311話「ハレンチ歌手が次々と殺される夜」（1971年） - 三郎 役
  - 第317話「恋人を殺して姉弟心中」（1971年）
  - 第328話「セックス解放の海! 真夏の殺人」（1971年） - 栄次 役
  - 第333話「フランスで死んだ女」（1971年）
- おくさまは18歳 第37話「わたしまじめな奥さんなのよ」（1971年） - 野沢ユキオ 役
- なんたって18歳!（1971年 - 1972年） - 本田卓丸 役
- アイフル大作戦（1973年）
  - 第3話「ハラ! ハラ! 殺人ドライブ」
  - 第35話「東京-沖縄 華やかな大追跡」
- ウルトラシリーズ
  - ウルトラマンタロウ 第36話「ひきょうもの! 花嫁は泣いた」（1973年） - 岩坪 役
  - ウルトラマンレオ 第46話「戦うレオ兄弟! 円盤生物の最後!」（1975年） - 矢野口純平 役
  - ウルトラマンガイア（1998年9月5日 - 1999年8月28日、毎日放送） - 千葉辰巳参謀 役
  - ウルトラマンメビウス（中部日本放送） - バン・テツロウ 役
  - 第21話「虚空の呼び声」（2006年8月26日）
  - 第22話「日々の未来」（2006年9月2日）
- 刑事くん
  - 第2部 第26話「死ぬまで許すな」（1973年） - 貝塚オサム 役
  - 第4部 第17話「パリより友情をこめて」（1976年）
- バーディー大作戦
  - 第14話「危機一発! フーセンの寅」（1974年） - むかっ腹の辰 役
  - 第28話「おんな死刑執行人」（1974年）
  - 第43話「電話で人を殺す方法」（1975年） - 小林 役
  - 第52話「豚の生体実験式」（1975年）
- 夜明けの刑事
  - 第7話「お母ちゃんのお手柄」（1974年） - 本井 役
  - 第27話「夢の新幹線殺人事件」（1975年） - 南 役
  - 第57話「相対死した娘の謎!!」（1976年） - 花房茂 役
  - 第77話「ひき逃げされた高校生のナゾ!!」（1976年） - 吉川守 役
  - 第83話「山口さんちのツトム君誘拐事件」（1976年） - 菊池 役
  - 第95話「フランケンシュタインの怒り」（1976年） - 塚田 役
  - 第104話「やりますわョ!男と女の大追跡」（1977年）
- Gメン'75
  - 第10話「大空の身代金」（1975年） - 古市 役
  - 第72話「恐怖のロープウェイ」（1976年） - 大賀 役
  - 第78話「土曜日の幼稚園ジャック」（1976年） - 花井勝 役
  - 第93話「29の死神の手紙」（1977年） - 奥田 役
  - 第129話「警察犬と女刑事」（1977年） - 長岡春男 役
  - 第141話「団地奥様族の犯罪」（1978年） - 塚本幸治 役
  - 第161話「嘘つき警官」（1978年） - 尾形邦男 役
  - 第188話「新幹線ひかり131号」（1978年） - 室伏 役
  - 第194話「銀嶺を行く網走脱獄囚」（1979年） − 石野修造検事 役
  - 第212話「変質者」（1979年） - 若杉 役
  - 第225話「少年野球チーム誘拐」（1979年） - 兵頭竜夫 役
  - 第241話「囚人護送」（1980年） - 三沢初男 役
  - 第253話「白バイに乗った暗殺者たち」、第254話「警視庁の女スパイ」（1980年） - 影山徹 役
  - 第338話「刑事が許可した殺人事件」（1981年） - 奥沢刑事 役
- Gメン'82 第4話「悪魔の電話」（1982年） - 川口英明巡査 役
- なつかしき海の歌（1975年）
- 影同心 最終話「わたしが愛した殺し節」（1975年、毎日放送） - 吉岡数之進 役
- 刑事くん 第4部 第17話「パリより友情をこめて」（1976年）
- 高原へいらっしゃい 第14話（1976年） - 野沢 役
- 海は甦える（1977年） - 上泉徳弥 役
- 森村誠一シリーズ・腐蝕の構造 第3話（1977年） - 坂本則男 役
- 東芝日曜劇場→日曜劇場
  - あしたの海（1977年9月11日） - 圭太 役
  - その気になるまで（1996年） - 主人公・田口の上司 役
  - GOOD LUCK!!（2003年） - 伊藤敦夫 役
- ポーラテレビ小説
  - 夫婦ようそろ（1978年） - 磯屋左次郎 役
  - 発車オーライ（1981年） - 井筒六平 役
- 明日の刑事 第57話「心いやしき人々の犯罪」（1978年）
- 水戸黄門
  - 第10部 第9話「三人の無法者 -新城-」（1979年10月8日） - 源太 役
  - 第16部 第16話「おとぼけ駕籠屋幽霊騒動 -鳥取-」（1986年8月11日） - 長谷部伝内 役
  - 第34部 第9話「お娟の身代り見合い -盛岡-」（2005年3月7日） - 田丸屋庄兵衛 役
  - 第35部 第19話「箱入娘と最強の用心棒 -中津-」（2006年2月27日） - 豊田屋徳二郎 役
  - 第43部 第6話「海道一のじゃじゃ馬娘 -清水-」（2011年8月8日） - 英三郎 役
- 噂の刑事トミーとマツ 第1シリーズ 第35話「トミマツやりすぎ! 課長をタイホ」（1980年） - 笹山一男 役
- ガラスの知恵の輪（1982年）
- ザ・サスペンス / 松本清張の馬を売る女（1982年）
- うちの子にかぎって…（1984年） - 中浦周平 役
- 夏・体験物語 2（1986年） - 小沼教頭 役
- 毎度おさわがせします
  - 第2シリーズ（1985年 - 1986年） - 大木三郎 役
  - 第3シリーズ（1987年） - パーラーのマスター 役
- 時代劇スペシャル / 田村正和・刀化粧（1989年） - 木村助九郎 役
- 雨よりも優しく（1989年）
- 卒業（1990年） - 山口の上司 役（人事課長）
- 都会の森 第5回「アリバイが消えた!」（1990年8月3日） - 小畑社長 役
- 熱血!新入社員宣言（1991年） - 高木巌 役
- もっともあぶない夫婦（1991年） - 平吉 役
- 学校があぶない（1992年） - 今泉勤 役
- 松本清張一周忌特別企画・或る『小倉日記』伝（1993年）
- 毎度ゴメンなさぁい（1994年） - 里中忠之 役
- お見合いの達人（1994年） - 河原達夫 役
- もう大人なんだから!（1996年） - 吉本唯則 役
- Dear ウーマン（1996年10月13日 - 12月22日） - 榊達也 役
  - Dearウーマン スペシャル（1997年4月6日）
- 新幹線'97恋物語（1997年）
- あっとほーむ（2000年） - 岩崎英吾 役
- ショコラ（2003年5月26日 - 7月25日、毎日放送） - 辰巳憲彦 役
- ヤンキー母校に帰る（2003年10月10日 - 12月12日） - 伊賀上直樹 役
- 赤い奇跡（2006年4月9日・10日） - 柿沼邦夫 役
- 華麗なる一族（2007年1月14日 - 3月18日） - 一之瀬常務 役
- 佐々木夫妻の仁義なき戦い 第1話「愛と鼻血の離婚バトル開幕!!」（2008年1月20日） - 大谷 役
- ROOKIES（2008年） - 小山 役
- あの戦争は何だったのか 日米開戦と東条英機（2008年12月24日） - 豊田貞次郎 役
- MR.BRAIN（2009年5月23日 - 7月11日） - 船木淳平 役
- JNN50周年記念ドラマ 天国で君に逢えたら （2009年9月24日） - 原田 役
- こちら葛飾区亀有公園前派出所（2009年） - 吉岡 役
- ヤマトナデシコ七変化♥ 第2話「初キス」（2010年1月22日） - 執事・セバスチャン 役
- ステップファザー・ステップ - ピカソ 役
  - 第9話「嘘の手紙と偽の壷…」（2012年3月5日）
  - 最終話「衝撃と号泣のラスト16分!!」（2012年3月19日）
- 運命の人 最終話「栄光と挫折」（2012年3月18日） - 島袋善祐 役
- NTTドコモ 20周年スペシャルドラマ 夢の扉 特別編「20年後の君へ」（2012年7月1日） - 赤井平八 役
- レジデント〜5人の研修医 - 沢田巌 役
  - 第1話「研修医は医者にあらず! 失敗出来ない研修が救命救急で今夜始まる」（2012年10月18日）
  - 第2話「救命救急に配属されて早々、めまぐるしい研修生活が始まった」（2012年10月25日）
- 神様のイタズラ 最終話「大きな恋のメロディ」（2013年2月25日、BS-TBS） - 鈴木 役
- 美しき罠〜残花繚乱〜（2015年1月8日 - 3月12日） - 西田俊夫 役
- 表参道高校合唱部!（2015年7月17日 - 9月25日） - 原田万歳 役
- 99.9-刑事専門弁護士- SEASON I 最終話「チーム斑目が挑む最後の難事件 因縁の宿敵…秘めた思い…いざ最終決戦!!」（2016年6月19日） - 石川啓太 役
- A LIFE〜愛しき人〜 第2話「俺の患者!! 譲れない医師の信念」（2017年1月22日） - 森本洋造 役
- 初めて恋をした日に読む話（2019年1月15日 - 3月19日） - 吉川恒彦 役
- Heaven? 第8話「双子!? 宿命のライバル来店!」（2019年8月27日） - 彦坂二郎 役
- 月曜ドラマスペシャル→月曜ミステリー劇場→月曜ゴールデン
  - 十津川警部シリーズ10「ミステリー列車が消えた」（1995年12月25日） - 木本企画部長 役
  - 浅見光彦シリーズ8「鳥取雛送り殺人事件」（1997年3月10日） - 村越秀雄 役
  - Gメン'75スペシャル 帰って来た若獅子たち（2000年10月23日） - 小田嶋本部長 役
  - 示談交渉人甚内たま子裏ファイル - 園部淳一 役
    - 示談交渉人甚内たま子裏ファイル1（2001年6月18日）
    - 示談交渉人甚内たま子裏ファイル2（2002年6月24日）
    - 示談交渉人甚内たま子裏ファイル3（2004年1月19日）
    - 示談交渉人甚内たま子裏ファイル4（2005年2月7日）
    - 示談交渉人甚内たま子裏ファイル5（2007年6月18日）
    - 示談交渉人甚内たま子裏ファイル6（2008年5月26日）

  - おばさん会長・紫の犯罪清掃日記!ゴミは殺しを知っている3（2002年7月22日） - 近藤海次 役
  - 駅前タクシー湯けむり事件案内2（2004年8月16日） - 緒方孝行 役
  - 女タクシードライバーの事件日誌3「届かなかった手紙」（2005年2月28日） - 邑上辰夫 役
  - 横山秀夫サスペンス 三ツ鐘署シリーズ「深追い」（2005年11月7日） - 山根善郎 役
  - やとわれ女将 菊千代の事件簿3（2006年3月20日） - 梶野直純 役
  - 税務調査官・窓際太郎の事件簿14（2006年8月21日） - 箕輪寛治 役
  - ガラスの牙 熱血DJ保護司・権藤明子〜涙の少年少女観察日記（2010年3月8日、中部日本放送） - 権藤健郎 役
  - 沈黙の法廷・赤と黒（2010年8月30日） - 鎧塚慎一郎 役
  - おふくろ先生の診療日記3（2010年9月20日） - 島田正三 役
  - 弁護士高見沢響子11（2011年10月17日） - 津田健三 役
  - 駅弁刑事・神保徳之助6（2012年4月2日） - 大泉正敏 役

#### フジテレビ系列
- 江戸の旋風シリーズ
  - 同心部屋御用帳 江戸の旋風 第18話「六の日の女」（1975年）
  - 同心部屋御用帳 江戸の旋風IV 第15話「母娘びな」（1979年） - 又三 役
  - 新・江戸の旋風 第6話「春はまだか桜草」（1980年） - 定吉 役
- 女の旅（1976年）
- 新・座頭市 第2シリーズ 第9話「まわり燈籠」（1978年） - 小サブ 役
- 柳生一族の陰謀 第10話「血ぬられた婚礼」（1978年） - 稲垣竹次郎 役
- 江戸の激斗 第14話「迷い道」（1979年） - 仙十郎 役
- 騎馬奉行 第16話「殺人予告! 地獄からの挑戦」（1980年） - 元村平蔵 役
- 大空港 第70話「国際強盗団潜入 五億円の名画を追え!」（1980年） - 山口健太郎 役
- 大捜査線シリーズ 追跡 第38話「野獣になった刑事」（1980年）
- 同心暁蘭之介 第7話「折り鶴が飛んだ」（1981年）
- 時代劇スペシャル
  - 御用船炎上（1982年） - 源蔵 役
  - 松本清張のかげろう絵図（1983年7月） - 落合久蔵 役
  - 裏切りの報酬 追放者・九鬼真十郎（1983年12月） - 旗本・向坂 役
- 君は海を見たか（1982年） - 桜井 役
- 木曜ファミリーワイド / 松本清張の蒼い描点（1983年） - 芦田副編集長 役
- 弐十手物語 第3話「鬼神の女」（1984年）
- 流れ星佐吉 第20話「大江戸純情物語」（1984年）
- 乾いて候（1984年）
- 木曜劇場
  - オレゴンから愛（1984年）
  - 白線流し（1996年） - 相馬一朗 役
  - 白い巨塔（2003年） - 唐木教授 役
  - 大奥〜華の乱〜（2005年） - 牧野成貞 役
- 暴れ九庵 第3話「女の指・その愛」（1984年） - 袈裟蔵 役
- 影の軍団IV 最終話「大老暗殺! 桜田門の女たち」（1985年） - 有村次左衛門 役
- スケバン刑事（1985年） - 沼重三 役
- 木曜ドラマストリート / 殺し屋にラブソングを（1986年） - 殺し屋 役
- このこ誰の子? - 河合真一 役
  - 第8話「命預けた長距離便」（1986年12月10日）
  - 第9話「父たちの戦争」（1986年12月17日）
- アリエスの乙女たち（1987年） - 津川隆造 役
- 華の別れ（1989年） - 広田医師 役
- 鬼平犯科帳
  - 第1シリーズ 第14話「あきれた奴」（1989年） - 鹿留の又八 役
  - 第2シリーズ 第17話「春の淡雪」（1991年） - 雪崩の清松 役
  - 第5シリーズ 第10話「浅草・鳥越橋」（1994年） - 押切の定七 役
  - 鬼平犯科帳スペシャル 山吹屋お勝 （2005年2月8日） - 霧の七郎 役
  - 鬼平犯科帳 THE FINAL 前編 五年目の客（2016年12月2日） - 丹波屋源兵衛 役[39]
- すてきな片想い - 秋山人事部長 役
  - 第8話「今さら好きなんて泣いちゃうよ」（1990年12月3日）
  - 第9話「あなたをずっと愛していました」（1990年12月10日）
- 世にも奇妙な物語
  - 第2シリーズ「長い一日」（1991年）
  - '92冬の特別編「妄想特急」（1992年）
- 逢いたい時にあなたはいない…（1991年）
- サスペンス・魔 / 幻の女・闇に消えたアリバイ（1993年） - 刑事 役
- じゃじゃ馬ならし（1993年） - 綿貫警部 役
- 夏子の酒（1994年） - 仁吉の父 役
- 若者のすべて（1994年） - 亮子の父 役
- 清水次郎長物語（1995年）
- 雲霧仁左衛門（1995年） - 岡田甚之助 役
- 明日はだいじょうぶ（1996年）
- ビーチボーイズ - 大崎部長 役
  - 第1話「夏、へんなヤツがやってきた、同時に2人も」（1997年7月7日）
  - 第2話「私、ここにいたい」（1997年7月14日）
  - 第3話「彼が残した忘れ物」（1997年7月21日）
  - 第4話「優しさのある場所」（1997年7月28日）
- ショムニ 第1シリーズ 第4話「愛と肝臓の再検査!!」（1998年5月6日） - 小中社長 役
- ハッピー・マニア（1998年7月8日 - 9月23日） - 梅本駒人 役
- 北の国から'98時代（1998年7月10日・11日） - スナックの男 役
- 髪結い伊三次（1999年4月14日 - 6月23日） - 留蔵 役
- 彼女たちの時代（1999年7月7日 - 9月22日） - 片山茂男 役
- OUT〜妻たちの犯罪〜（1999年10月12日 - 12月21日） - 柳沢刑事課長 役
- 恋するトップレディ - 織原孝太郎 役
  - 第1話「女神の反乱!?」（2002年1月8日）
  - 第3話「守ってあげたい!」（2002年1月22日）
- 剣客商売 第4シリーズ 第4話「赤い糸」（2003年2月18日） - 落合孫六 役
- WATER BOYS - 立松憲介 役
  - 第5話「シンクロ夏合宿!」（2003年7月29日）
  - 第9話「解散なんかしない」（2003年8月26日）
  - 最終話「男のシンクロ公演 最高の涙!」（2003年9月9日）
- FIRE BOYS 〜め組の大吾〜 第5話「捨て身の地震救助」（2004年2月3日） - 山伏社長 役
- 君が想い出になる前に（2004年7月6日 - 9月14日） - 柏木孝行 役
- 不信のとき〜ウーマン・ウォーズ〜 - 島原英雄 役
  - 第6話「愛が狂気に変わる瞬間」（2006年8月10日）
  - 第8話「二重生活の落とし穴…天罰が下る瞬間」（2006年8月24日）
  - 第11話「女たちの復讐…究極の制裁」（2006年9月14日）
- 今週、妻が浮気します 最終話「幸福の選択」（2007年3月27日） - 菱川会長 役
- 牛に願いを Love&Farm 第4話「恋と花火と友情と」（2007年7月24日） - 真野達彦 役
- フライトパニック（2007年10月20日） - 田上繁 役
- ロス:タイム:ライフ 第2節「刑事編」（2008年2月2日） - 五味慎三 役
- あしたの、喜多善男〜世界一不運な男の、奇跡の11日間〜 - 館道毅 役
  - 第6話「暴かれる真実」（2008年2月12日）
  - 第7話「完全犯罪か、友情か」（2008年2月19日）
  - 第8話「今こそ復讐のとき」（2008年2月26日）
- CHANGE（2008年） - 郡司敏夫 役
- 風のガーデン（2008年） - 西院長 役
- ヴォイス〜命なき者の声〜（2009年） - ジンさん 役
- 黒部の太陽（2009年3月）
- 外交官 黒田康作 - 矢田部元総理大臣 役
  - 第8回「最後のターゲット」（2011年3月3日）
  - 第9回「今夜、明かされる! 事件の全容」（2011年3月10日）
  - 最終回「この国の未来へ」（2011年3月17日）
- 業界LOVE STORY〜だからテレビはおもしろい〜（2011年5月4日、東海テレビ） - 五十嵐 役
- 土曜プレミアム / 一休さん（2012年6月30日） - 桔梗屋利兵エ 役
- 東野圭吾ミステリーズ 第10話「二十年目の約束」（2012年9月13日） - 西野行雄 役
- PRICELESS〜あるわけねぇだろ、んなもん!〜 第7話（2012年12月3日） - 相馬工業社長 役
- 女信長（2013年） - 平手政秀 役
- 山田くんと7人の魔女（2013年） - マロン 役（声の出演）
- 京都殺人案内（2018年） - 秋山五郎 役
- ただいま 大須商店街（2019年1月2日、東海テレビ / 2019年3月31日、BSフジ） - 松田正 役[40]
- フジテレビ開局60周年特別企画・松本清張 砂の器（2019年3月28日） - 折原茂雄 役
- シャーロック 第1話「世界一有名なミステリーが蘇る! 天才探偵と精神科医が運命の出会い! 医師変死の謎を解け」（2019年10月7日） - 今井茂樹 役
- 全っっっっっ然知らない街を歩いてみたものの Season1 第2話「国道（神奈川県横浜市）」（2021年3月29日） - 国道の名士 役
- 金曜エンタテイメント→金曜プレステージ
  - スチュワーデス刑事 - 川上勝男 役
    - スチュワーデス刑事1（1997年1月10日）
    - スチュワーデス刑事2（1998年1月9日）
    - スチュワーデス刑事3（1999年1月8日）
    - スチュワーデス刑事4（2000年1月7日）
    - スチュワーデス刑事5（2001年1月5日）
    - スチュワーデス刑事6（2002年1月11日）
    - スチュワーデス刑事7（2003年1月10日）
    - スチュワーデス刑事8（2004年1月16日）
    - スチュワーデス刑事9（2005年1月7日）
    - スチュワーデス刑事FINAL（2006年1月13日）

  - 坊っちゃん教授の事件簿1「四国道後殺人事件」（1997年4月18日） - 青田刑事 役
  - 左手に告げるなかれ（1997年12月12日） - 吾妻辰夫 役
  - 京都祇園入り婿刑事事件簿4（1999年1月29日） - 松川春獄 役
  - 音の犯罪捜査官・響奈津子6（2003年5月23日） - 梶尾宗吉 役
  - 心はロンリー気持ちは「…」XI（2003年8月29日）
  - 名司会者・寿鶴子 殺人スピーチ2（2006年4月14日） - 森岡聡史 役
  - 鯨とメダカ（2008年5月）
  - 和田アキ子物語（2008年6月）

#### テレビ朝日系列
- 荒野の素浪人
  - 第1シリーズ 第11話「決闘 傷だらけの必殺剣」（1972年） - 三途の川吉 役
  - 第2シリーズ 第18話「仇討ち無残」（1974年）
- 右門捕物帖 第38話「逆転」（1974年）
- 必殺シリーズ（朝日放送）
  - 必殺仕置屋稼業 第11話「一筆啓上悪用が見えた」（1975年） - 伊三郎 役
  - 必殺からくり人・血風編 第10話「とらぬ狸の紅い舌」（1977年） - 栄吉 役
  - 新・必殺仕置人 第34話「軍配無用」（1977年） - 源次 役
  - 翔べ! 必殺うらごろし 第22話「死人が教えた金のありか」（1979年） - 吉蔵 役
  - 必殺仕事人III 第9話「年末賞与を横取りしたのはせんとりつ」（1982年） - 政吉 役
  - 必殺仕事人IV 第15話「順之助 いよいよ受験する」（1984年） - 長次郎 役
  - 必殺仕切人 第14話「もしも歳末富くじがイカサマだったら」（1984年） - 藤十郎 役
  - 必殺まっしぐら! 第8話「相手は大阪の大塩平八郎」（1986年） - 大塩平八郎 役
  - 必殺仕事人V・風雲竜虎編 第3話「返り討ち悲話」（1987年） - 片倉新八 役
  - 必殺仕事人・激突! 第1話「ねずみ小僧の恋人」（1991年） - 林権三郎 役
  - 必殺仕事人2009 第10話「鬼の末路」（2009年） - 乙部松右衛門 役
- 人魚亭異聞 無法街の素浪人 第10話「一匹狼の歌」（1976年） - 清三 役
- 破れ傘刀舟悪人狩り 第106話「弥九郎 白夜に死す」（1976年） - 中塚半蔵 役
- 新・二人の事件簿 暁に駆ける! 第15話「ツアー連続殺人事件」（1976年）
- 特捜最前線
  - 第21話「胡蝶の舞の女」（1977年） - 阿久津隆 役
  - 第36話「傷痕・夜明けに叫ぶ男」（1977年） - 伊丹吾郎 役
  - 第95話「爆破魔・傷だらけのアイドル!」（1979年）
  - 第349話「ギリシャから来た女!」（1984年） - 中野 役
  - 第467話「死体彷徨・水の殺人トリック!」（1986年） - 塚田実 役
  - 第498話「雪に消えた憎しみ」（1987年） - 野沢ハルオ 役
- 達磨大助事件帳 第10話「復讐の果てに」（1977年） - 七五郎 役
- 破れ新九郎 第12話「血風!帰らざる街道」（1978年） - 伊東伝八郎 役
- 伝七捕物帳 第17話「姉ちゃんの恋人」（1979年） - 紋次 役
- チェックメイト78 第22話「銃口の前に立つ警部」（1979年） - 高木 役
- 鉄道公安官（1979年）
  - 第2話「裏切りの北帰行」 - 峯田 役
  - 第31話「南紀白浜・ハネムーン大混戦!」 - 田原 役
- 江戸の牙 第7話「陰謀! 地獄の盛り場」（1979年） - 麻次 役
- 西部警察（1980年）
  - 第14話「殺し屋参上」 - 城野三郎 役
  - 第47話「笛吹川有情」 - 野崎勉 役
- 非情のライセンス 第3シリーズ 第15話「兇悪のファミリー・殺意の重奏」（1980年） - 久賀洋平 役
- 柳生あばれ旅 第7話「駿府城秘女の斗い -府中-」（1980年） - 遠藤 役
- ザ・ハングマンシリーズ（朝日放送）
  - ザ・ハングマン 第49話「強奪一億円召し上げ作戦」（1981年） - 石崎 役（一億円強奪犯）
  - ザ・ハングマンII 第4話「天下り役人に仏罰を」（1982年） - 赤塚三喜男 役
- 赤かぶ検事奮戦記（朝日放送）
  - 赤かぶ検事奮戦記II 第9話「坊主めくり」（1982年） - 河合紀生 役
  - 赤かぶ検事奮戦記III 第9話「くだけ散った荻焼き」（1983年） - 荻村光介 役
- 暴れん坊将軍
  - 吉宗評判記 暴れん坊将軍 第207話「しばし名残の八百八町」（1982年） - 半次 役
  - 暴れん坊将軍II 第18話「飛脚鳩 ちゃんを訪ねて乱れ舞い」（1983年） - 佐七 役
  - 暴れん坊将軍III 第8話「晴れて夫婦の目安箱」（1988年） - 木原鋭之進 役
  - 暴れん坊将軍III春のスペシャル（1990年） - 左大臣・錦小路 役
- 源九郎旅日記 葵の暴れん坊 第7話「大井川兄弟仁義」（1982年） - 政吉 役
- 超新星フラッシュマン 第24話「オカルト夏休み」（1986年） - カズオの父 役
- 私鉄沿線97分署 第69話「ABO!? 血液型大戦争!!」（1986年）
- 若大将天下ご免! 第33話「人斬り小太郎封印破り」（1987年） - 福地伝兵衛 役
- さすらい刑事旅情編 第9話「横浜鶴見線最終電車から消えた女」（1988年）
- はぐれ刑事純情派
  - 第2シリーズ 第2話「悲しき十五歳、春を売る女」（1989年4月12日） - 岩田雄二 役
  - 第3シリーズ 第15話「十字架は知っていた！仮出所の女」（1990年7月11日） - 岸川満 役
- 火曜ミステリー劇場 / 三毛猫ホームズの感傷旅行（1990年8月7日） - 長井経理係長
- 七人の女弁護士 第1シリーズ 第4話「新婚初夜殺人事件 疑われた密会の花嫁!」（1991年2月14日）
- 名奉行 遠山の金さん
  - 第5シリーズ 第20話「狙われた遠山奉行」（1993年9月9日） - 兵藤帯刀 役
  - 第7シリーズ 第2話「美女連続殺人!裏切られた友情」（1995年9月14日） - 佐久間勝元 役
- 味いちもんめ
  - 味いちもんめ - 長尾専務 役
    - 第6話「グルメも絶賛!? 幻の名料理」（1995年2月16日）
    - 第7話「京美人と甘鯛対決」（1995年2月23日）

  - 新春ドラマスペシャル 味いちもんめ（2011年1月8日） - 安達新造 役
- はみだし刑事情熱系 - 杉浦克也 役
  - PART1（1996年10月16日 - 1997年3月26日）
  - PART2（1997年10月8日 - 1998年3月25日）
  - PART3（1998年10月7日 - 1999年3月24日）
  - PART4（1999年10月6日 - 2000年3月29日）
  - PART5（2000年10月4日 - 2001年3月28日）
  - PART6（2001年10月3日 - 2002年3月27日）
  - PART7（2003年1月8日 - 3月19日）
  - クリスマススペシャル（2003年12月24日）
  - 最終章（2004年4月14日 - 6月30日）
- いとしの未来ちゃん 第4話「眺めのいい部屋 A Room with a View」（1997年5月3日）
- プリティーモンキー（1998年7月4日 - 8月8日） - 社長 役
- あぶない放課後 Step 9「集団家出!! 許されぬ恋」（1999年6月7日）
- 特命係長 只野仁 第3話「仇討ち」（2003年） - 奥寺明彦 役
- 科捜研の女
  - 新・科捜研の女3 第4話「悪女の初恋！多すぎる殺人容疑者!!」（2006年8月3日） - 波多江純平 役
  - 正月スペシャル（2016年1月3日） - 蜂谷治 役
- 八丁堀の七人 第7シリーズ（2006年） - 黒沢左門 役
- エラいところに嫁いでしまった!（2007年） - 槇村佑介 役
- 交渉人〜THE NEGOTIATOR〜 第1シリーズ 第7話「疑惑の銃弾! 玲子最期の事件」（2008年2月21日） - 野口幸助 役
- 徳川家康と三人の女（2008年3月15日） - 本多正信 役
- ギラギラ（2008年） - 堂島文治 役
- 越境捜査 - 三好章 役
  - 越境捜査1（2008年9月11日）
  - 越境捜査2（2010年5月22日） - 「土曜ワイド劇場」枠で放送
  - 越境捜査3（2011年12月22日）
- 女帝 薫子 第六夜「母・薫子ついに登場!! No.1ホステス衝撃」（2010年5月30日） - 松嶋義則 役
- ドラマスペシャル
  - 松本清張没後10年記念 張込み（2002年3月2日） - 捜査本部長役
  - 松本清張 点と線（2007年11月24日・25日） - 永井課長 役
  - 刑事一代 平塚八兵衛の昭和事件史（2009年6月20日・21日） - 津山貴之 役
  - 警視庁取調官 落としの金七事件簿（2010年5月29日） - 小山賀奈男 役
  - 遺恨あり 明治十三年 最後の仇討（2011年2月26日） - 臼井儀左衛門 役
  - 松本清張ドラマスペシャル 砂の器 第一夜（2011年9月10日） - 亀田北警察署長 役
  - 松本清張没後20年特別企画 ドラマスペシャル 波の塔（2012年6月23日） - 笹尾毅 役
  - オリンピックの身代金（2013年11月30日・12月1日） - 山辺駅長 役
  - 宮本武蔵（2014年3月15日・16日） - 法師 役
  - 復讐法廷（2015年2月7日） - 小田豪一 役
  - 瀬戸内少年野球団（2016年9月17日） - 足柄忠勇 役
  - 松本清張「鬼畜」（2017年12月24日） - 広瀬刑事課長 役
  - 松本清張ドラマスペシャル 疑惑（2019年2月3日） - 加藤正義 役
- 警視庁継続捜査班（2010年7月22日 - 9月9日） - 岩瀬厚一郎 役
- ナサケの女〜国税局査察官〜 第6話「愛人が4人! 金庫番の女帝」（2010年11月25日） - 大島清太郎 役
- SP〜警視庁警護課 - 長岡宗夫 役
  - SP〜警視庁警護課（2011年10月8日）
  - SP〜警視庁警護課II（2012年3月3日）
  - SP〜警視庁警護課III（2013年4月27日）
  - SP〜警視庁警護課4（2014年5月4日）
- ダブルス〜二人の刑事（2013年4月18日 - 6月13日） - 笠井昇 役
- アイムホーム 第4話「僕が"熟年離婚"させた夫婦!? 単身赴任のあやまち…」（2015年5月7日） - 徳山正夫 役
- ドクターX〜外科医・大門未知子〜 第5シリーズ 第6話「おしどり夫婦の緊急Wオペ!? 私麻酔もできるので」（2017年11月16日） - 六浦良夫 役
- 遺留捜査 第5シーズン 第1話「あの風変わりな刑事が帰ってくる!! 5億円の仏像を巡る連続殺人疑惑の住職VS謎の鑑定士!? 断崖絶壁のカラビナに3分間の涙！」（2018年7月12日） - 大野泰生 役
- やすらぎの刻〜道（2019年） - 名倉誠 役
- BG〜身辺警護人〜 第2章 第4話「たった2キロの警護!? 37歳無職…同窓会へ」（2020年7月9日） - 生田洋次 役
- 拝啓、奇妙なお隣さま（2023年7月16日） - 川口修吉 役[41]
- 土曜ワイド劇場
  - 松本清張の寒流（1983年2月5日） - 警察官 役
  - 東京-清里ペンション村連続殺人（1987年5月16日） - 平田栄次 役
  - 仮面法廷（1987年10月10日）
  - 女弁護士 朝吹里矢子
    - 女弁護士 朝吹里矢子10「軽井沢、白と黒の同窓会!」（1988年10月8日） - 久保川昇 役
    - 女弁護士 朝吹里矢子11「小さな目撃者」（1989年9月23日） - 検察官 役

  - 森村誠一の指名手配（1989年2月4日） - 大越時雄 役
  - ノサップ岬の女（1989年10月7日）
  - 時効を待つ女（1989年11月11日）
  - 離婚カップル探偵するII「京都見合い旅行殺人事件」（1991年6月15日） - 村山刑事 役
  - 金沢発11時49分七尾線の女（1991年11月9日） - 伊集院隆 役
  - 森村誠一の背徳の詩集（1992年6月6日） - 恋塚刑事 役
  - 信長ふしぎ連続殺人（1992年10月17日） - 脇田幸彦 役
  - 厄除け商売繁盛殺人事件1（1994年3月26日） - 国本行雄 役
  - 牟田刑事官事件ファイル19（1994年4月2日） - 梶原武郎 役
  - 同居人カップルの殺人推理旅行3（1995年11月11日） - 阿川透 役
  - SL山口線貴婦人号トンネル殺人!?（1996年6月29日） - 沖玄二郎 役
  - オーストラリア子づくり旅行殺人事件（1996年8月3日） - 橋倉大三 役
  - 夜間検証（1997年2月22日） - 宮村正樹 役
  - 愛と死の殺人海流（1997年9月27日） - 日向高志 役
  - 華やかな喪服（1998年4月4日） - 伊豆原克人 役
  - 女医花橋澪子の事件カルテ（1998年7月11日） - 十文字誠 役
  - 西村京太郎トラベルミステリー - 本多課長 役
    - 西村京太郎トラベルミステリー34「津軽陸中殺人ルート」（2000年9月30日）
    - 西村京太郎トラベルミステリー35「宗谷本線殺人事件」（2001年3月10日）
    - 西村京太郎トラベルミステリー36「能登半島殺人事件」（2001年9月29日）
    - 西村京太郎トラベルミステリー37「東京〜山形殺人ルート」（2002年1月5日）

  - 京都の芸者弁護士事件簿4（2000年9月16日） - 津島邦夫 役
  - はみだし弁護士・巽志郎6（2002年8月17日、朝日放送） - 菅原浩一郎 役
  - 火災調査官・紅蓮次郎 - 黒崎一 役
    - 火災調査官・紅蓮次郎1（2003年1月25日）
    - 火災調査官・紅蓮次郎2（2003年6月7日）
    - 火災調査官・紅蓮次郎3（2004年2月14日）
    - 火災調査官・紅蓮次郎4（2004年10月9日）
    - 火災調査官・紅蓮次郎6（2006年4月22日）
    - 火災調査官・紅蓮次郎7（2007年1月13日）
    - 火災調査官・紅蓮次郎8（2008年1月26日）
    - 火災調査官・紅蓮次郎9（2009年4月25日）
    - 火災調査官・紅蓮次郎10（2010年2月13日）
    - 火災調査官・紅蓮次郎11（2010年11月20日）
    - 火災調査官・紅蓮次郎12（2012年1月14日）
    - 火災調査官・紅蓮次郎13（2012年11月10日）
    - 火災調査官・紅蓮次郎14（2014年1月25日）
    - 火災調査官・紅蓮次郎15（2015年6月6日）

  - 家政婦は見た!22（2004年1月10日） - 五十嵐信行 役
  - 終着駅シリーズ
    - 終着駅シリーズ19「死者の配達人」（2006年3月25日） - 角倉刑事 役
    - 終着駅シリーズ ファイナル「十月のチューリップ」（2022年12月22日） - 田代塾長 役[注釈 4]

  - 眠る骨（2006年7月22日） - 刑事課長 役[注釈 5]
  - 法律事務所1（2006年8月21日） - 堀内利勝 役
  - 狩矢父娘シリーズ9「京料理殺人事件」（2008年5月24日） - 阿久田陽一 役
  - 刑事殺し2（2008年6月21日、朝日放送） - 門脇恭介 役
  - 隠蔽捜査2〜果断〜（2008年10月4日） - 源田清一 役
  - 終着駅の牛尾刑事VS事件記者・冴子14「喪中欠礼」（2014年12月27日） - 山岡義典 役
- 日曜プライム
  - 法医学教室の事件ファイル45（2018年11月18日） - 野上耕造 役

#### テレビ東京系列
- 純愛山河 愛と誠（1974年） - 天地大介 役
- 闘え!ドラゴン 第16話「恐怖の闇道場」（1974年） - つむじ風 役
- 大江戸捜査網
  - 第216話「音次郎 心中未遂」（1975年） - 宇之吉 役
  - 第230話「対決! 男の意地」（1976年） - 立木仙十郎 役
  - 第336話「鉄火娘 怒りの一番纒」（1978年） - 辰五郎 役
  - 第360話「狙われた恐怖の連判状」（1978年） - 伊三郎 役
  - 第375話「身代り殺人の陰謀」（1979年） - 丑松 役
  - 第394話「暴れ十手 捨て身の恩返し」（1979年） - 友吉 役
  - 第415話「鉄火女 涙の情け肌」（1979年） - 辰次 役
  - 第525話「紅花は女の涙」（1981年） - 秋山源三郎 役
  - 新 大江戸捜査網 第13話「花と嵐と鉄拳一家」（1984年） - 庄田隼人 役
  - 平成版 第1シリーズ 第11話「死を呼ぶ剣鬼! 父子に迫る邪悪剣」（1991年） - 西尾数馬 役
- ザ・スーパーガール 第3話「汚職メモ・裸の女の落とし穴」（1979年）
- あいつと俺 第4話「赤い傘の犯行 -安曇野-」（1980年3月25日）
- 斬り捨て御免!
  - 第1シリーズ 最終話「江戸城危機一髪」（1980年） - 橋場右京 役
  - 第3シリーズ 第4話「女豹の牙と百万石の大陰謀」（1982年） - 仙波蔵人 役
- 眠狂四郎 無頼控 第5話「妖刃殺法! 美女肌からくり将棋」（1983年） - 入川三十郎 役
- 12時間超ワイドドラマ→新春ワイド時代劇
  - 花の生涯 井伊大老と桜田門（1988年1月2日）
  - 徳川風雲録 八代将軍吉宗（2008年1月2日） - 加納平治右衛門 役
- 女無宿人 半身のお紺 第2話「心遣いは無用にて候」（1991年） - 松井享庵 役
- お助け同心が行く! 第10話「汚れた友情」（1993年） - 正木兵馬 役
- 付き馬屋おえん事件帳スペシャル「女の園に散る花咲く花!吉原と大奥の光と影!」（1993年10月5日） - 日啓 役
- あばれ医者嵐山 第3話「あばずれ純情伝」（1995年10月23日） - 治兵衛 役
- 刑事追う! 第11話「目撃証言」（1996年）
- ハッピー 愛と感動の物語（1999年）
- 幻十郎必殺剣 第6話「消えた逃亡者」（2008年2月29日） - 広田栄三郎 役
- 一杯いきますか!!（2008年7月12日） - 嶋さん 役
- URAKARA 第7話「ギュリの親心」（2011年3月18日） - 網浜吾朗 役
- バイプレイヤーズ 〜もしも名脇役がテレ東朝ドラで無人島生活したら〜 第3話（2018年2月21日） - 平泉成 / 島爺（しまじい） 役（本人 / 劇中劇「しまっこさん」）
- ウルトラマンR/B 第4話「光のウイニングボール」（2018年7月28日） - 熊城松雄 役
- スパイラル〜町工場の奇跡〜（2019年4月15日 - 6月3日） - 藤村登喜男 役
- 女と愛とミステリー→水曜ミステリー9〈第1期・第2期〉
  - 西村京太郎サスペンス 天使の傷痕（2001年7月4日） - 里村真一 役
  - 心理分析捜査官・崎山知子1（2002年7月17日） - 長谷川巌夫 役
  - 小樽運河殺人案内 - 十文字伍一郎 役
    - 20時18分の死神 小樽発・殺意の旅路（2003年10月22日）
    - 25時13分の首縊り 小樽・記憶喪失の女（2004年7月14日）

  - ヘルパー春子の潜入記1「何が母をそうさせた!?」（2005年2月23日） - 桂勇次郎 役
  - 追いつめる（2006年7月5日） - 矢島壮市 役
  - 鉄道警察官・清村公三郎4「SL貴婦人 殺意の小京都」（2007年7月11日） - 園田勉 役
  - 夏樹静子サスペンス特別企画「四文字の殺意 ひめごと」（2008年2月6日） - 深井勇雄 役
  - 監察医・篠宮葉月 死体は語る9（2008年5月7日） - 三田村晋作 役
  - 信州あづみ野の名刑事 道原伝吉の捜査行1（2012年6月6日） - 四賀善範 役
  - 湯けむりドクター華岡万里子の温泉事件簿7「赤い殺意〜禁断の果実を抱く女〜」（2013年3月13日） - 野中武次郎 役
  - ソタイ 組織犯罪対策課シリーズ - 作田豊松 役
    - ソタイ1 組織犯罪対策課（2014年11月12日）
    - ソタイ2 組織犯罪対策課（2016年4月13日）
- 月曜プレミア8
  - さすらい署長 風間昭平スペシャル「富士山河口湖殺人事件」（2023年4月24日） - 松平太一郎 役[42]

#### WOWOW
- イヴの贈り物（2007年8月5日）
- 希望ヶ丘の人びと（2016年） - 本條瑞雲 役
- 磯部磯兵衛物語〜浮世はつらいよ〜（2024年） - ナレーション〈全話〉・完徹磯兵衛〈第5話〉 役[43]

#### 時代劇専門チャンネル
- 鬼平外伝 夜兎の角右衛門（2011年3月） - 火盗改与力・鮫島久兵衛 役
  - 鬼平外伝 熊五郎の顔（2012年2月） - 火盗改与力・鮫島久兵衛 役
  - 鬼平外伝 正月四日の客（2013年1月） - 火盗改与力・鮫島久兵衛 役

### オリジナルビデオ
- 必殺始末人III「地獄に散った花びら二枚」（1998年2月25日） - 横山多膳 役

### 劇場アニメ
- おしん（1984年、サンリオ映画） - 軍次 役
- 花とアリス殺人事件（2015年） - 黒柳健次 役
- 天気の子（2019年） - 安井刑事 役

### 舞台
- 私の可愛いシャワー室（1970年）
- 吉ちゃんの黄色いカバン
- 坊ちゃん

### ラジオ
- 還暦刑事 開局60周年記念番組ラジオドラマ（CBCラジオ）
- 特集 平泉成アワー（2012年7月17日 NHKラジオ第1放送） - 生い立ちや大映時代に始まり、下積み時代、脇役としての俳優論、ケーナ作りなど、合間に朗読や音楽をはさみながら紹介した。
- 青春アドベンチャー（NHK-FM）
  - ゴー・ゴー!チキンズ - 鬼社長
  - ゴー・ゴー!チキンズ パート2 - 鬼社長[44]

### バラエティ
- サラリーマンNEO - 様々な役で出演している。
- 毒トマト殺人事件（2010年7月1日、テレビ朝日） - 平泉刑事
- ペケ×ポン（フジテレビ） - 「ペケポン川柳」の川柳読み手と正解・不正解の判定音
- ウチ、"断捨離"しました!（BS朝日） - ナレーション

### ドキュメンタリー
- プレミアム8・世界史発掘!時空タイムス編集部（NHK BS hi） - 編集長
- わたしが子どもだったころ（NHK BS hi）
- 都のかほりスペシャル（テレビ朝日） - ナレーション
- 人間ビジョンスペシャル「青いツバメ〜秋野豊 タジキスタンからのEメール〜」（2005年2月27日、北海道テレビ放送制作・テレビ朝日系全国ネット） - ナレーション
- 工場へ行こう!〜ヒット商品誕生物語〜　→　工場へ行こう PARTII AMAZING FACTORY　→　日経プレミアム 工場へ行こうⅢ AMAZING FACTORY（2012年11月25日 - 、テレビ愛知） - ナレーション
- NHKスペシャル 無人の町の"じじい部隊"〜福島大熊町 駐在員6人の苦闘〜（2014年3月7日、NHK総合）[45] - 語り
- NHKスペシャル シリーズ遷宮（NHK総合） - 語り
  - 第1回「伊勢神宮〜アマテラスの謎〜」（2014年1月1日）
  - 第2回「出雲大社〜オオクニヌシの謎〜」（2014年1月2日）
- すべて見せます!世界の王室が愛した豪華列車（2018年6月2日、NHK BSプレミアム） - 語り
- 日曜美術館（NHKEテレ） - 語り
  - 「シリーズ北斎 めくるめく読本挿絵の世界」（2019年2月17日）
  - 「浮世絵で見る忠臣蔵」（2019年12月8日）
- 横尾忠則　87歳の現在地（2024年6月2日、NHK BS） - 朗読[46]
- ETV特集「助けてもらわないかんから 〜小豆島・介護をめぐる選択〜」（2025年2月8日、NHK Eテレ） - 語り[47]

### 教養番組
- デザインあ（NHK教育テレビ） -「デザイン問答」の先生の声
- 100分de名著 菜根譚（2014年11月度、全4回、NHK Eテレ）
- 食材探検 おかわり!ニッポン（2014年4月 - 2018年3月（毎月第1 - 3火曜）、NHK BSプレミアム） - ナレーション・出演
- 世界の文学がわかる!あらすじ名作劇場（BS朝日、2016年4月9日 - 2017年3月22日） - ストーリーテラー[48]
- 美の壺 スペシャル 国宝（NHK Eテレ、2024年4月6日） - 鑑定士 役

### CM
- 龍角散
- NTTドコモ
  - デジタルムーバ課長島耕作（1994年）
  - dポイントカード（2016年）- ゴールドポインコ様 役
- サントリーフーズ「V.O」（1998年 - 1999年）- ナレーション
- 三井住友銀行（2001年 - 2002年）
- ACジャパン「あなたのマナーを見てください・電車の男」（2001年 - 2002年）
- 積水化学工業（2001年 - 2002年）
- 中外製薬「新グロモント」（2002年）
- SAPジャパン（2002年）
- スカパーJSAT「スカイパーフェクTV!」（2003年 - 2004年）
- P&G「アテント」（2004年 - 2005年）
- イオン「学習机ハイタイプ3点セット」（2005年）
- 大和証券（2005年 - 2006年）
- 日清食品（2008年）
- 伊藤園「カテキン緑茶」（2008年 - 2009年）
- 読売新聞社「読売新聞」（2009年）
- メットライフ生命保険（2009年 - 2015年）
- 日清オイリオグループ「日清オイリオギフト」（2009年 - 2010年）
- 愛知県警察（2011年）
- サントリー
  - ザ・プレミアム・モルツ（2011年 - 2012年）
  - 生ビール トリプル生（2024年） - 山﨑賢人、上白石萌音、坂口憲二、アイナ・ジ・エンド、オズワルドと共演[49]

- エイチ・アンド・エス（2012年 - 2013年）
- マルハニチロ食品「あけぼの新中華街」（2013年）
- 大塚製薬「ソイカラ」（2013年 - 2014年） - 原田泰造、小池栄子、加部亜門と共演
- 朝日新聞社「朝日新聞」（2014年）
- サントリーウエルネス「黒酢にんにく」（2014年 - 2017年）
- レオパレス21（2015年 - 2016年）[50]
- ミツカン「焼あごだし鍋つゆ」（2017年 - 2020年）
- BookLive!（2018年 - 2019年） - 豚のキャラクター「ブッコさん」役
- 日本郵便「ゆうパック 参田さん家」（2020年 - 2022年） - 小澤征悦、福原遥と共演[51][52]
- 湖池屋「ポテトチップス」（2024年 - ） - 永尾柚乃の祖父 役[53]

### その他
Jリーグ・川崎フロンターレの2010年リーグ開幕戦で始球式にゲスト出演。これはフロンターレの練習所・川崎フロンターレ麻生グラウンド近くに平泉が住んでおり、散歩がてら時々麻生グラウンドで選手達の練習を見ているということで実現したものである。その際、フロンターレの選手と共にショートドラマ風の開幕戦告知VTR「開幕トドロキ劇場」に出演している。
三河武士のやかた家康館ジオラマシアター「家康が語る 決戦！関ケ原」- 徳川家康の声(語り)

## 音楽

### シングル
- 「愛の歌／夜を抱きしめたい」（1967年10月、大映レコード） - 『赤坂泰彦のミリオンナイツ』のコーナー「うさんくさいPOPS」で紹介された。
- 「憧れの大空／誓いの翼」（1968年3月、大映レコード）
- 「十和田湖エレジー／夜霧の中でさようなら」（1968年9月、大映レコード） - 「十和田湖エレジー」のみ、姿美千子とのデュエット